# 3137 Horky
Horky (asteróide 3137) é um asteróide da cintura principal, a 1,9453215 UA. Possui uma excentricidade de 0,1898853 e um período orbital de 1 359,13 dias (3,72 anos).
Horky tem uma velocidade orbital média de 19,2207498 km/s e uma inclinação de 2,46934º.
Este asteróide foi descoberto em 16 de Setembro de 1982 por Antonín Mrkos.